# Sepolcro di Priscilla

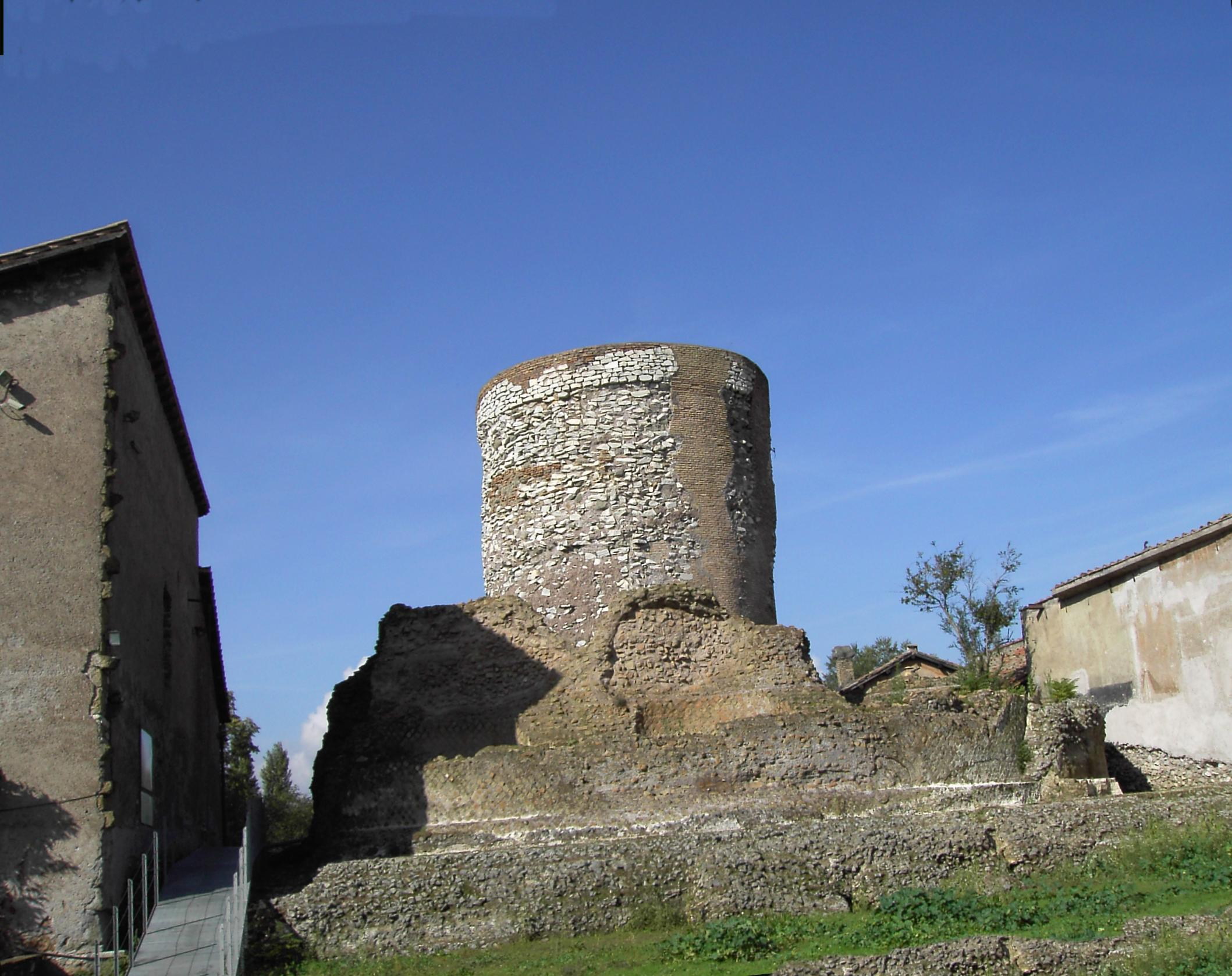
Il sepolcro di Priscilla

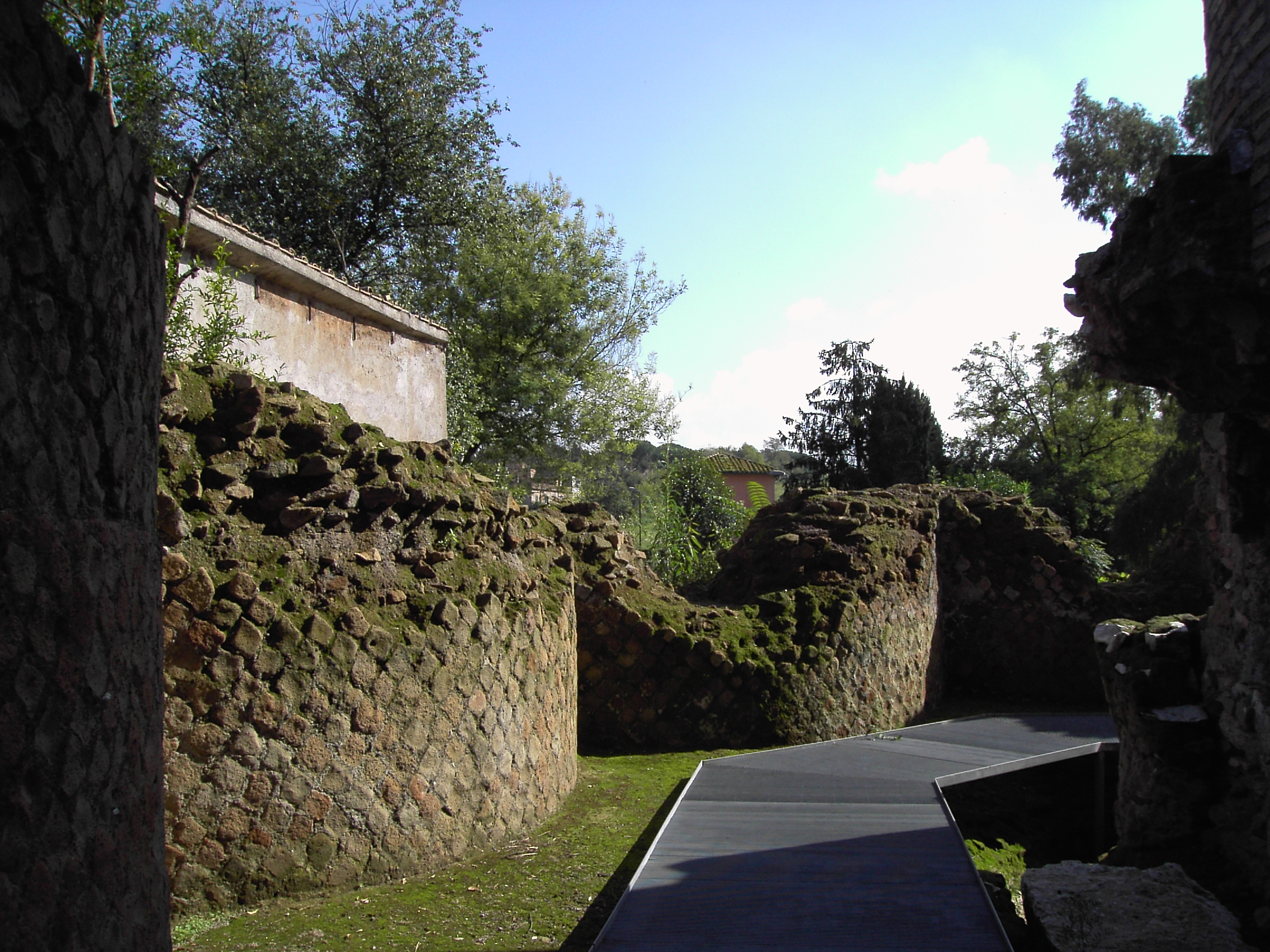
Il sepolcro di Priscilla - nicchie, dall'esterno

Il sepolcro di Priscilla è una tomba monumentale eretta nel I secolo a Roma sulla via Appia antica, situata di fronte alla chiesa del Domine quo vadis.
La tomba apparteneva a Priscilla, moglie di Tito Flavio Abascanto, liberto dell'imperatore Domiziano. Abscanto era dotato di ingenti mezzi, poiché aveva la importante e delicata carica di segretario "ab epistulis" (addetto alla corrispondenza imperiale). Il liberto nelle vicinanze del fiume Almone possedeva dei terreni ed un edificio termale e probabilmente acquisì un sepolcro già esistente in quei terreni per riadattarlo alle proprie esigenze. 

## Caratteristiche
Sopra un basamento quadrangolare, rivestito da blocchi in travertino, si elevavano anticamente due tamburi cilindrici sovrapposti, costruiti in opera reticolata, quello superiore dotato di 13 nicchie destinate ad ospitare le statue della defunta divinizzata.
Alla cella funeraria coperta da una volta a botte si arriva da un corridoio, attualmente accessibile dai sotterranei di uno dei casali che si sono addossati al monumento. L'ambiente era rivestito all'interno in blocchi di travertino e comprendeva tre nicchie destinate ad ospitare sarcofagi.

## Storia
Il monumento è stato identificato con certezza grazie alla descrizione precisa che ne fa il poeta romano Publio Papinio Stazio  nel libro quinto dell'opera Silvae, dove è collocato l'"Epicedion in Priscillam Abascanti Uxorem" (canto funebre in onore di Priscilla, moglie di Abascanto). Il poeta celebra i solenni funerali della giovane Priscilla, un'amica della moglie, morta prematuramente. Stazio precisa che Priscilla non venne cremata secondo l'uso romano, ma imbalsamata su ordine di Abascanto. La mummificazione era una pratica rara, ma non assente nel mondo romano: un altro esempio del secondo secolo d.C. è la giovane mummia di Grottarossa.
Il corpo di Priscilla fu avvolto in vesti di porpora di Tiro,  coperto di profumi e deposto in una preziosa lettiga posta in un sarcofago di marmo, in un mausoleo posto sulla via Appia, subito dopo il fiume Almone. Il mausoleo, destinato anche al marito, era adornato come una domus all'interno, con nicchie e statue di bronzo di eroine e divinità femminili con il volto dell'amata Priscilla.
A conferma dell'identificazione, nel 1773 venne scoperta presso il mausoleo una lastra di marmo dedicata alla sepoltura del giovane schiavo Afrodisio, posta da Tito Flavio Epafrodito, custode del sepolcro per conto dei propri patroni Abascanto e Priscilla. L’iscrizione, per l’onomastica di Epafrodito e per i caratteri grafici, è databile alla II metà del I d.C., in epoca domizianea, periodo al quale risale la costruzione del sepolcro. La lastra è conservata nel lapidario civico di Ferrara dove giunse nel 1779 a seguito della donazione del Cardinale Gian Maria Riminaldi.
Il sepolcro fu saccheggiato in epoca ignota, spogliato dei rivestimenti e dei bronzi e ridotto a rudere; fu riutilizzato a partire dall'XI secolo come fortificazione: sul cilindro superiore venne costruita con materiale da recupero una torre cilindrica ("torre Petro"). Appartenne ai conti di Tuscolo, dai quali passò in seguito ai Caetani. Nel Settecento era creduto erroneamente il sepolcro della famiglia degli Scipioni. Giovanni Battista Piranesi ne studiò la pianta e lo raffigurò in una celebre incisione.
In epoca moderna vi furono addossati due casali, uno dei quali era l'"osteria dell'Acquataccio" e la camera funeraria era stata adibita a deposito per la stagionatura dei formaggi. Di recente è stato restaurato dalla Sovrintendenza; è visitabile solo in occasioni particolari.